# 马孔多
马孔多（Macondo）是加夫列尔·加西亚·马尔克斯的小说《百年孤独》中描述的一座虚构的城镇，是布恩迪亚家族的故乡。

## 阿拉卡塔卡
马孔多通常被认为是以加西亚·马尔克斯童年故乡——阿拉卡塔卡为原型。该镇位于哥伦比亚北部加勒比海岸边，圣玛尔塔以南80公里。
2006年6月，当地曾举行公投想将镇名从阿拉卡塔卡更改为马孔多，但因投票率低而最终失败。

## 词源
在其自传《生而为言》（Vivir para contarla）的第一章中，加西亚·马尔克斯称“马孔多”一名取自阿拉卡塔卡附近一家香蕉种植园的一个招牌。他同时提到“马孔多”也是当地对悬铃木叶卡夫木棉（Cavanillesia platanifolia）的一种称呼。
“马孔多”一词也可能源自非洲。吉士巴语称香蕉为“mankondo”（复数形式为“dinkondo”）。该词，或者其相近语言的同源词可能由奴隶带到了哥伦比亚。

## 虚构的历史
马孔多首次出现是在加西亚·马尔克斯的短篇小说《枯枝败叶》中。之后成为《百年孤独》一书的中心地点。他在许多小说中都使用了马孔多这一地名。
《百年孤独》描述马孔多在香蕉种植园建立之前，从一个几乎与世隔绝的小地方逐渐发展繁荣。香蕉种植业导致了马孔多的没落，随后被一场巨大的风暴从地图上抹去。布恩迪亚家族个每一代人在马孔多跌宕起伏的发展中都扮演者重要角色。

## 流行文化
- 马贡多勘探区，位于墨西哥湾的一处油气勘探区，2010年4月墨西哥湾漏油事故就发生这一区域；
- 1974年影片《唐人街》中，Jake Gittes在虚构的“El Macondo Apartments”里调查Hollis Mulwray。影片监制Richard Sylbert称这一名称即取自加西亚·马尔克斯的作品。[2]